# 弗朗西斯科·埃爾南德斯·德·科爾多瓦 (尼加拉瓜創立者)

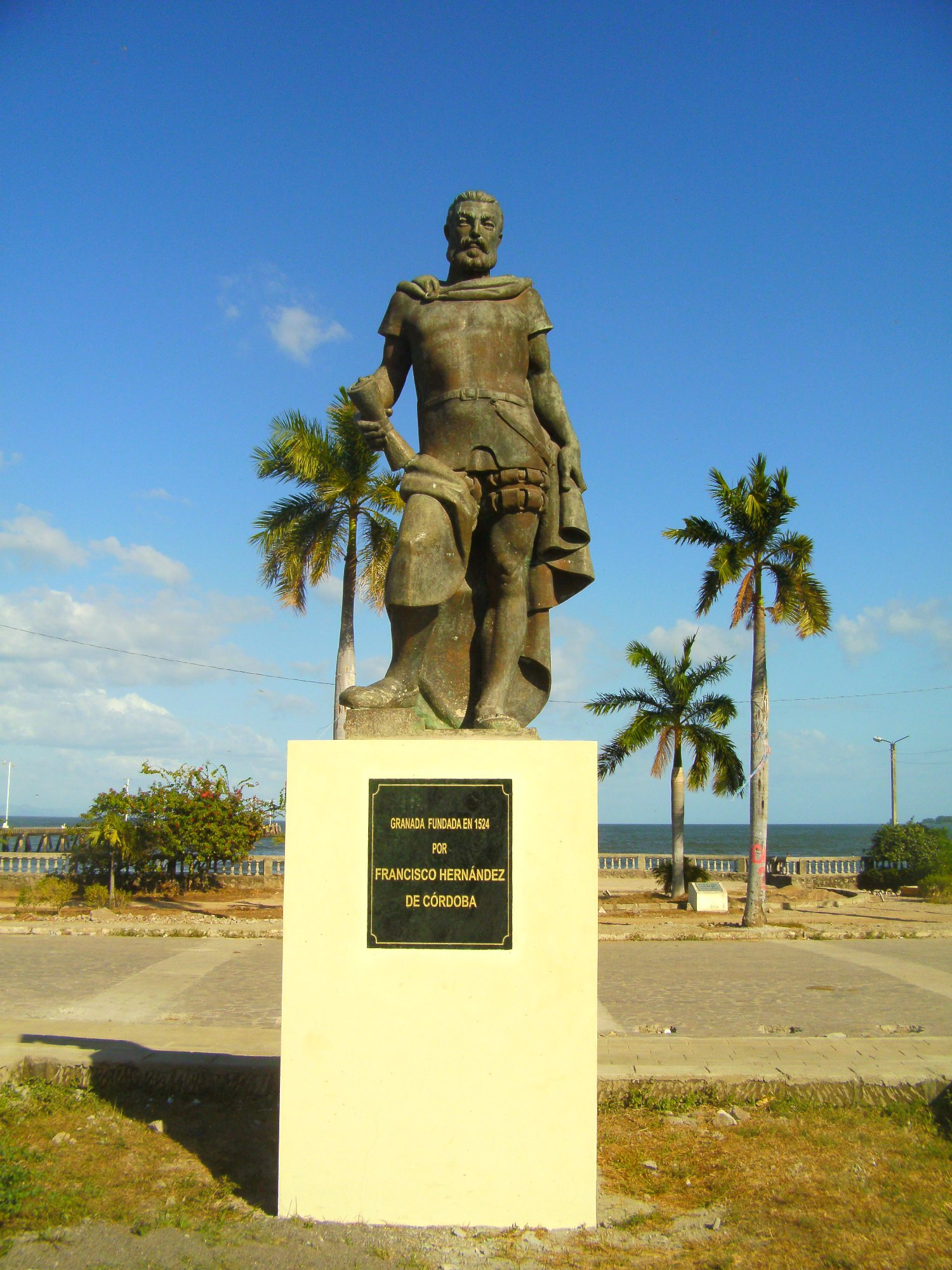
科尔多瓦的雕像

弗朗西斯科·埃尔南德斯·德·科尔多瓦（西班牙語：Francisco Hernández de Córdoba ，1475年？—1526年）通常被誉为尼加拉瓜的创始人，事实上他建立了两个重要的尼加拉瓜城市格拉纳达和莱昂。为了纪念他，尼加拉瓜的货币被命名为尼加拉瓜科多巴。 
科尔多瓦是佩德罗·阿里亚斯·达维拉手下的一名军官。不過後來达维拉认为科尔多瓦是叛乱分子，最终将其抓获并斩首。科尔多瓦的遺骸于2000年在尼加拉瓜的莱昂古城被发现。